# Paravang

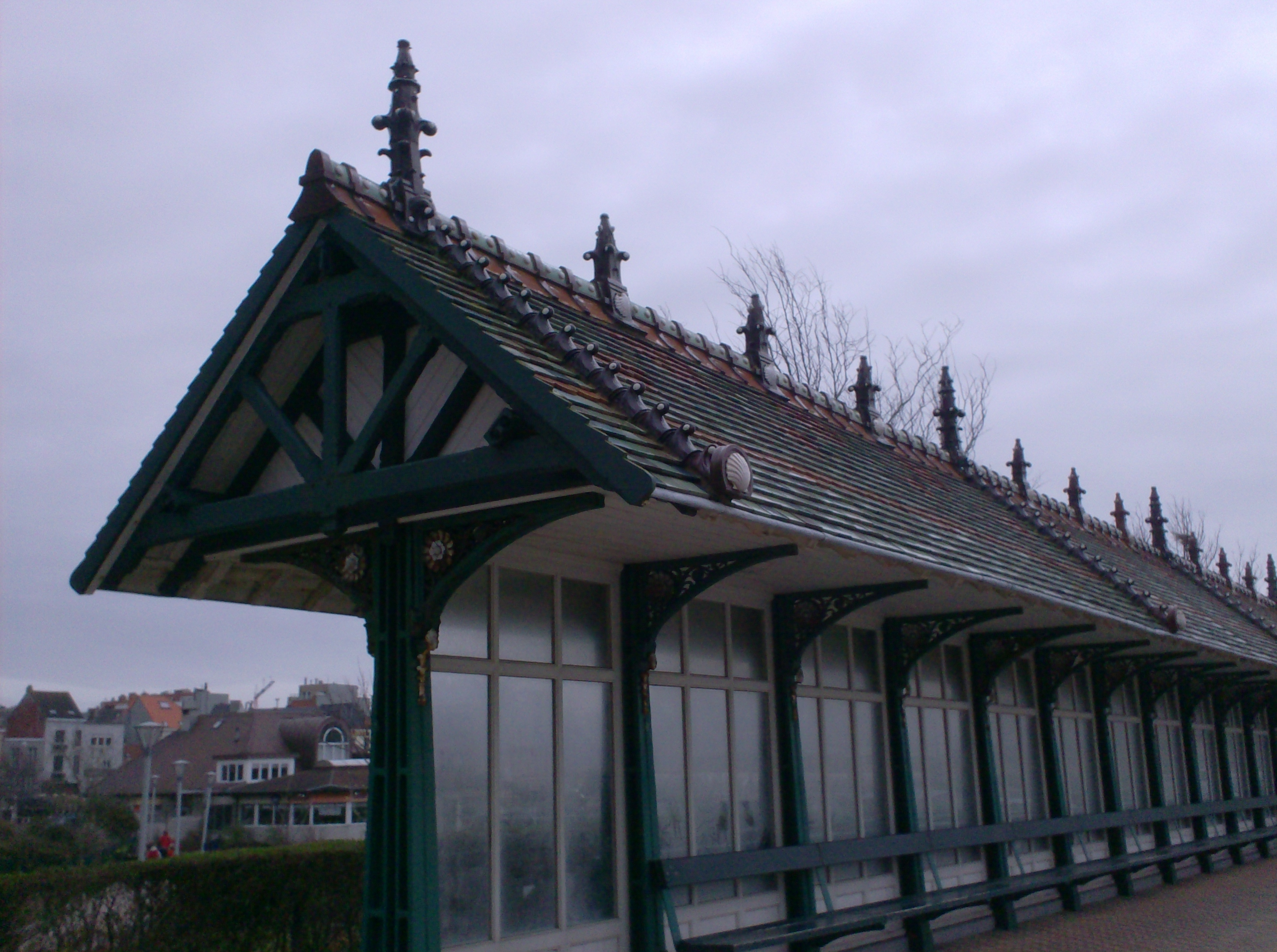
De Paravang

De Paravang is een bezienswaardigheid in Blankenberge. Het bouwwerk bestaat uit een windscherm met zitbanken, vanwaar men zicht heeft op de jachthaven en het Leopoldpark. De naam is afgeleid van het Franse woord voor scherm: paravent.
De Paravang dateert uit 1908. Het gebouw uit de belle-époque-periode herinnert aan het elitaire kusttoerisme aan het begin van de 20e eeuw. De dakbedekking is uitgewerkt in neogotische stijl en ziet er wat Oosters uit. De dakpannen zijn geglazuurd en in het dak zijn schelpmotieven ingewerkt. In 2002 is de Paravang volledig gerestaureerd.